# 克雷斯巴赫湖

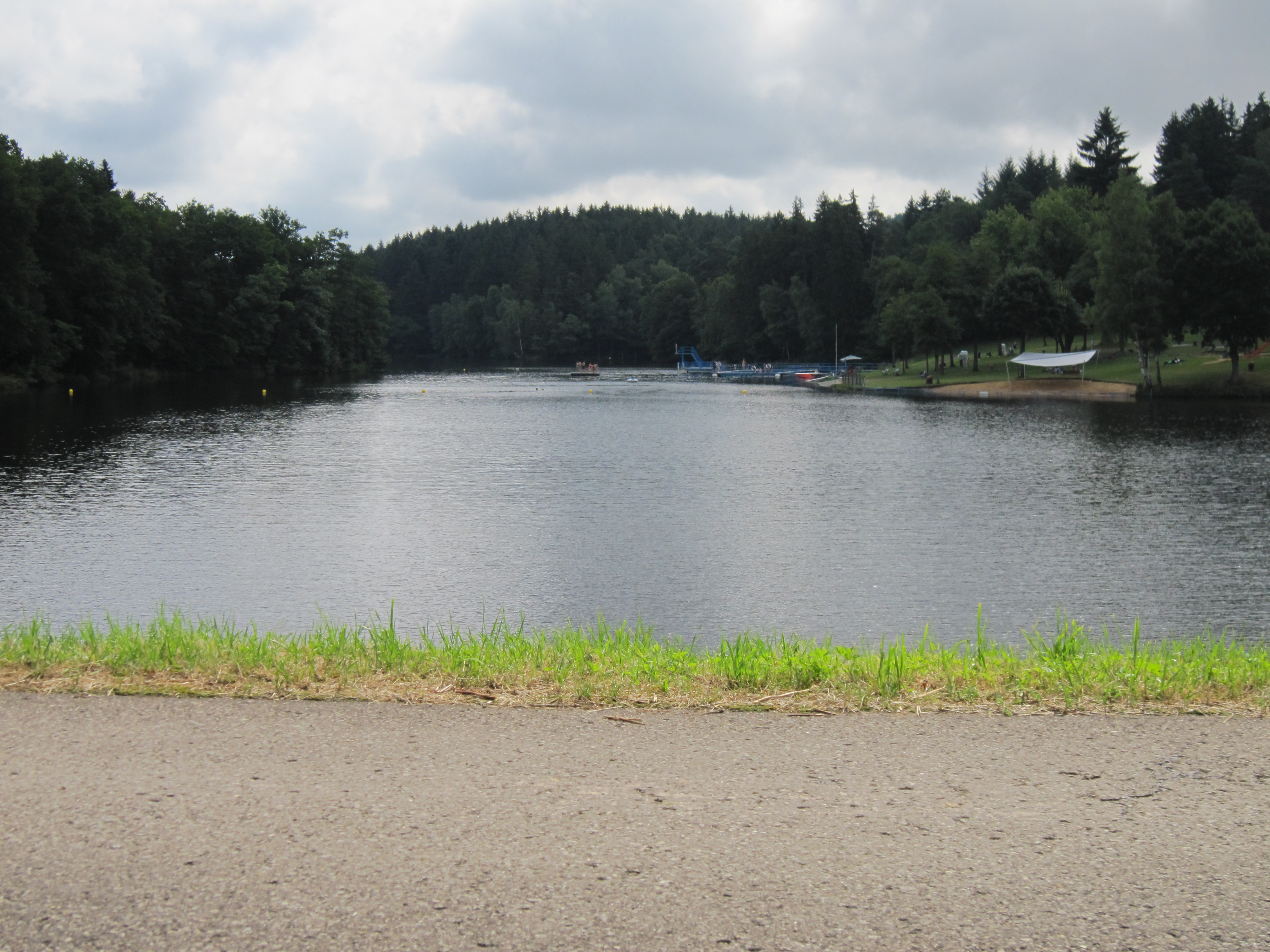

克雷斯巴赫湖（德語：Kreßbachsee），是德國的湖泊，位於該國西南部，由巴登-符騰堡州負責管轄，處於埃爾旺根，長0.7公里、寬0.2公里，面積0.07平方公里，海拔高度433米。